# 2015年巴基斯坦熱浪
2015年巴基斯坦熱浪，是指一系列發生在2015年6月，於巴基斯坦的熱浪災情。受災的主要地區包括有信德省、旁遮普省南部，以及俾路支省。截至2015年6月24日，已有超過1200人死亡，多數在卡拉奇，其他地區也有死者。
此次熱浪發生在伊斯蘭教的齋戒月期間，而輸電網路在齋月的第一天便已損毀，導致大量死亡。此次熱浪在卡拉奇測得的最高溫，僅次於1979年。

## 原因
巴基斯坦環境保護局前局長Asif Shuja稱，熱浪是全球暖化的一種「症狀」，而過度的森林開伐、建造超級高速公路所鋪設的大面積瀝青，與過快的城市化發展，都使其更加惡化。他認為，地球100年來的平均溫度，已由15.5 °C（59.9 °F）上升至16.2 °C（61.2 °F），所以「我們在夏季與冬季，都將經受這樣極端的氣候變化」。Shuja又稱，由於巴基斯坦缺乏先進的氣象預測技術與人員，所以導致了大量傷亡。
由於正值伊斯蘭教的齋戒月，在熱浪之下仍有不少穆斯林堅持在日間不飲水，導致身體脫水的機會上升，而巴基斯坦法律禁止穆斯林在齋戒月期間從日出至日落的時段內於公眾地方飲食，對於那些日間在戶外的人也造成了難題。面對高溫天氣，伊斯蘭教穆夫提Mohammad Naeem發佈教令容許穆斯林經醫生判斷認為有需要的話，可以在齋戒月的日間飲食。另一位教士Tahir Ashrafi亦呼籲有中暑風險的穆斯林可以不守齋戒。

## 災情
僅是卡拉奇一處，就有830人因為脫水或中暑死亡，而信德省的死亡總數是830至1213人之間。已知有119具屍體被運至阿巴斯·沙希德醫院，279具屍體運往「真納研究生醫療中心」（Jinnah Postgraduate Medical Centre，縮寫：JPMC，簡稱真納醫院，Jinnah Hospital），98具屍體運往市民醫院（Civil Hospital）；而其他遺體也被轉運到各民營醫院 。媒體報導聲稱，熱浪也造成了當地動物園的七隻動物死亡。
而在信德省的特達市（Thatta），有5人死於熱浪；在塔帕卡县，當地的衛生官員回報有一名男性、一名嬰兒，兩名小孩死亡；且該地的沙漠地帶自6月19日起一直停電。

## 氣溫紀錄
此次在巴基斯坦南部測得的高溫，有拉爾卡納、錫比（Sibi）的49 °C（120 °F），卡拉奇為45 °C（113 °F）。在旁遮普省南部的木爾坦有40 °C（104 °F）的記錄；而俾路支省的部分地區也受到影響，如錫比與土爾巴特（Turbat）的49 °C（120 °F）。
| 日期          | 地點         | 氣溫            |
| ------------- | ------------ | --------------- |
| 2015年6月20日 | 卡拉奇       | 45 °C（113 °F） |
| 2015年6月20日 | 拉爾卡納     | 49 °C（120 °F） |
| 2015年6月20日 | 土爾巴特     | 49 °C（120 °F） |
| 2015年6月20日 | 錫比         | 49 °C（120 °F） |
| 2015年6月20日 | 拉希姆亞爾汗 | 43 °C（109 °F） |
| 2015年6月20日 | 达杜县       | 44 °C（111 °F） |
| 2015年6月20日 | 木爾坦       | 40 °C（104 °F） |
| 2015年6月20日 | 讷瓦布沙阿   | 41 °C（106 °F） |
| 2015年6月20日 | 海得拉巴     | 42 °C（108 °F） |

## 後續與影響
總理納瓦茲·謝里夫警告電力公司，他不會容忍在齋月期間停電，並宣布全國進入緊急狀態；卡拉奇大学因為熱浪災情的緣故，考試延至一個月後舉行；信德省首席部長凱姆·阿里·沙阿稱，他已公告信德省的卡拉奇與其他城市的政府醫院，現在進入緊急情況。